# Villafrades de Campos
Villafrades de Campos – gmina w Hiszpanii, w prowincji Valladolid, w Kastylii i León, o powierzchni 20,7 km². W 2011 roku gmina liczyła 91 mieszkańców.